# Киртил Вержи
Киртил Вержи (фр. Curtil-Vergy) насеље је и општина у источном делу централне Француске у региону Бургоња, у департману Златна обала која припада префектури Дижон.
По подацима из 2011. године у општини је живело 121 становника, а густина насељености је износила 44,81 становника/km². Општина се простире на површини од 2,7 km². Налази се на средњој надморској висини од 371 метар (максималној 516 m, а минималној 294 m).

## Демографија
| 1962. | 1968. | 1975. | 1982. | 1990. | 1999. | 2011. |
| ----- | ----- | ----- | ----- | ----- | ----- | ----- |
| 38    | 47    | 60    | 81    | 78    | 85    | 121   |

График промене броја становника у току последњих година